# Inge Scholl
Pour les articles homonymes, voir Scholl.
Inge Scholl, née le 11 août 1917 à Ingersheim an der Jagst et morte le 4 septembre 1998 à Leutkirch im Allgäu, est une essayiste allemande particulièrement connue pour son ouvrage La rose blanche, retraçant l'histoire du mouvement de résistance allemande La Rose blanche dans laquelle étaient particulièrement investis son frère Hans Scholl et sa sœur Sophie Scholl. Ils étaient les enfants de  Robert Scholl. Elle fonde dans les années 1950 avec son mari Otl Aicher l'école d'Ulm qui est dessinée par l'architecte Max Bill.